# Lola T53
Der Lola T53 war ein Formel-3-Rennwagen, der 1964 von Lola Cars gebaut wurde.
Der Lola T53 war der erste Rennwagen von Eric Broadley, der die Typenbezeichnung „T“ erhielt und auch der erste Formel-3-Rennwagen, den Lola baute. Der Wagen basierte auf dem Mk5, dem Lola-Formel-Junior-Wagen von 1962 und war ein Einzelstück.

## Geschichte
Nach der Einstellung der Formel-Junior-Meisterschaft Ende 1963 verfügte das Midland Racing Partnership(MRP)-Team über mehrere überflüssige Lola Mk5A-Junior-Autos. Da ein neues Lola-Design für die F2 noch nicht fertig war, wurden zwei der Mk5As auf F2-Spezifikationen umgerüstet und in T54 umbenannt. Aufgrund eines Mangels an F2-SCA-Motoren wurde ein drittes Auto zunächst mit einem F3-Ford-Motor ausgestattet, der in zeitgenössischen Berichten als „ein abgespeckter F-Junior-Motor“ beschrieben wurde, und später mit einem BMC-Motor, der im Laufe des Jahres bei einer Handvoll Rennen eingesetzt wurde.
Für den Umbau zum F3-Motor wurden neue Motorhalterungen angebracht, der Anlasser wurde nach links verlegt und ein Hewland 4-Gang-F3-Getriebe eingebaut.
Das Fahrzeug wurde von Midland Racing Partnership als Semi-Werksteam in der britischen Formel-3-Meisterschaft eingesetzt. Er war trotz der limitierten Entwicklung durchaus konkurrenzfähig. Bei seinem Debüt im Mai in Monaco belegte Bill Bradley im ersten Lauf des GP-Support-Rennens einen guten dritten Platz und lag im Finale knapp hinter dem späteren Sieger Jackie Stewart, als ihn einige Boxenstopps wegen Fehlzündungen auf Platz 14 zurückwarfen. Dennoch erzielte er die schnellste Rennrunde. Eine Woche später belegte David Baker in Mallory Park den 3. Platz hinter den dominierenden Tyrrell-Piloten Jackie Stewart und Warwick Banks in ihren Cooper-BMCs, wobei der Lola immer noch von einem Ford-Motor angetrieben wurde.
Ende Juni wurde Bill Bradley mit dem T53 in Rouen-les-Essarts erneut Dritter hinter dem Tyrrell-Duo, allerdings war der T53 nun mit einem BMC-Motor ausgestattet. Im August fuhr David Baker mit dem BMC-Auto noch einmal in Brands Hatch. Dies waren die letzten Einsätze des T53.